# 크리스 크리스토퍼
크리스 크리스토퍼(クリス・クリストファ)는 《파이팅! 대운동회》의 등장인물이다.

## 성우
카와카미 토모코 / 송덕희(SBS) / 이현진(OVA)

## 프로필
4982년 1월 1일 달·비기너즈 출신. 대학위성 예선전에서 아카리, 안나와 같은 팀이 된다. 어렸을 적에 미도 토모에의 과거 영상을 보고 그를 동경하게 된다. TV판에서 아카리에게 애정행각을 보이고 규베이(소순이)라는 소를 데리고 다닌다. 본선 1회전에서 안나를 폭행하는 미란다에 분노하여 그를 쓰러뜨리기 위해 미라클과 손을 잡는다. 준결승에서 아카리와의 우정의 힘으로 미란다를 쓰러뜨리고 결승전에는 아카리와 멋진 대결을 하나 비기너즈의 교의 중 하나인 안식일을 어겨 무녀가 되지 못하고 초운동회편에서 활약한다. 초운동회 편부터 난입한 이치노와 아카리와의 사이를 두는 사랑의 라이벌로 경쟁한다. OVA판에서는 긴머리로 경기시에는 머리를 기둥처럼 묶는다. 집안에서 항상 발가벗고 다니고 춤까지 추는 엽기행각을 보인다. 결승전에서 아카리, 라리와 겨루던 중에 미란다의 방해로 부상을 입는다. 마지막에 아카리와 입맞춤을 하고 이별을 하여 달로 돌아가 비기너즈 교의의 무녀가 된다.